# Бартицу
Бартицу је борилачки спорт настао у Уједињеном Краљевству између 1898 и 1902. Једна специфичност система је употреба штапова за шпацирање, данас би рекли мачевање са дрвеним штаповима. Широј јавности је бартицу постало познато у романима Артур Конан Дојла, у којима је његов главни протагониста Шерлок Холмс практиковао ову борилачку вештину.

## Историја
Бартицу је спој имена Бартон и џијуџицу, а основао га је у Индији рођени британски инжењер Edward William Barton-Wright. Бартон је у Индији и касније у Јапану вежбао борилачке вештине, најпре џијуџицу. Вративши се у Лондон основао је бартицу спорт клуб где су се вежбале џијуџицу и бокс технике. Клубу приступају џудо мајстори из Јапана Јукијо Тани и Садаказу Ујениши, те и савате и кан де комба мајстор Pierre Vigny из Швајцарске. Овим настаје класични бартицу као спој разних техника из џијуџицу/џудоа, саватеа, бокса, швајцарског народног рвања и кан де комба. За нови борилачки спорт брзо се прочуло у вишим круговима Лондона, те је и британски краљ Едвард VII почео да тренира бартицу.
Ипак, 1903 долази до неспоразума између Бартона са једне и осталих мајстора са друге стране, који се нису слагали са Бартоновом политиком да се бартицу промовише међу високој аристократији Лондона и тиме затвара за остале кругове друштва. Као последица расправе остали мајстори напуштају бартицу клуб и отварају своје клубове, чиме је Бартон најзад био приморан да затвори бартицу клуб. Јукијо Тани и Садаказу Ујениши отварају своје џијуџицу и џудо клубове који важе за прве у Европи. Нарочито у вези са џудо и да се кроз бартицу први пут вежбао џудо у Европи, бартицу је нашло своје место у историји борилачких спортова. Касније, у налету далекоисточних борилачких спортова попут џудоа и каратеа, Бартон и његов бартицу пали су у заборав, иако је Бартон у 1950-има добио признање од стране врховног британског џудо мајстора Гунји Којизуми да је увео џудо у Велику Британију. Тек почетком 2000-има оснивају се поново бартицу клубови и друштва у Великој Британији, који су сродни француским кан де комба, тј. тежиште стоји у мачевању дрвеним штаповима, уз елемената из бартицу односно из џудо и џијуџицу.